# Озоппо
Озоппо (італ. Osoppo) — муніципалітет в Італії, у регіоні Фріулі-Венеція-Джулія,  провінція Удіне.
Озоппо розташоване на відстані близько 490 км на північ від Рима, 90 км на північний захід від Трієста, 24 км на північний захід від Удіне.
Населення — 2942 особи (2014).
Щорічний фестиваль відбувається 7 липня. Покровитель — Santa Colomba.

## Демографія
Населення за роками:

Станом на 1 січня 2023 року в муніципалітеті офіційно проживали 232 іноземці з 34 країн, серед них 64 громадяни країн Євросоюзу та 6 громадян України.

## Сусідні муніципалітети
- Буя
- Форгарія-нель-Фріулі
- Джемона-дель-Фріулі
- Маяно
- Сан-Данієле-дель-Фріулі
- Тразагіс